# Млечва
Млечва је насељено мјесто у општини Братунац, Република Српска, БиХ. Према попису становништва из 1991. у насељу је живјело 200 становника.

## Географија
Обухвата подручје од 818 хектара.

## Становништво
Према попису становништва из 1991. године, мјесто је имало 200 становника.
| Демографија | Демографија | Демографија |
| Година      | Становника  | Становника  |
| ----------- | ----------- | ----------- |
| 1961.       | 359         |             |
| 1971.       | 320         |             |
| 1981.       | 283         |             |
| 1991.       | 200         |             |